# きつね (映画)
『きつね』は、1983年6月4日に公開された日本映画。製作会社は松竹、霧プロ、日本天然色映画。配給は松竹。公開時間は104分。

## 概要
35歳の男性と14歳の少女との恋愛を描いた映画。主演はフォーク歌手の岡林信康。少女役はオーディションで選ばれた高橋香織。脚本の井手雅人はこの映画について、早世した自分の娘に大人の恋愛をさせたかったため執筆したと語っている。
劇中に、少女の性交シーンがあるためソフト化が難しいとされていたが、「あの頃映画 松竹DVDコレクション」の一作として2011年11月23日にDVDが発売された。

## ストーリー
北海道、根釧原野の研究所に派遣された低温科学者の中年男性・緒方は、夏のある日森で14歳の少女、万耶（まや）と出会う。万耶がホテルで療養生活中と聞いた緒方は、彼女を研究所に招いたり2人で湖に訪れるなど交流を深める。ある日緒方から網走のオロチョンの火祭りに誘われた万耶は、心を弾ませて待ち合わせ場所の春別駅へ向かう。一方駅まで車で向かおうとする緒方だが途中でアクシデントが起き、祭りに行けず仕舞いとなる。謝罪した緒方は何とか万耶に機嫌を治してもらい交流を続けると、いつしか彼女の中で彼への恋愛感情が芽生える。
後日万耶は緒方の気を引こうと少し大人っぽい服を着て研究所に訪れるが、つい彼の研究の邪魔をする。緒方に叱られた万耶は怒ってその場を後にし、ホテルまで迎えに来た母と実家に戻ってしまう。その後持病の手術をすることになった万耶は、緒方に何も言わないまま数ヶ月間病院で入院生活を送ることに。葉が色づく頃、万耶はふとした拍子に自分の本当の病気がエキノコックス症であることを知ってしまう。病気について調べた万耶は、その感染源となる卵が、主にシベリアからオホーツクの流氷に乗ったキツネによって北海道に運ばれることを知る。冬を迎えた頃キツネを敵のように感じた万耶は、ある願いを秘めたまま吹雪の中病室を抜け出す。
翌日どうにか研究所にたどり着いた万耶は緒方に愛を告白し、「私が好きならオホーツクのキツネを撃って」と告げる。その願いを叶えるため、緒方は万耶を車に乗せて港へ向かい、地元漁師の協力を得て船でオホーツク海を目指す。船から流氷に降り立った緒方はキツネが現れるのを待ち、数時間後猟銃のスコープ越しにキツネを見つける。緒方が銃でキツネを仕留めると、何となく仇を討てたような気がした万耶は「ありがとう」と告げ、2人で研究所に戻ったあと身も心も一つになる。
実家に戻るため春別駅に訪れた万耶は、緒方から「次は春休みに会おう」と見送られて列車で去っていく。春の兆しを感じる頃、緒方のもとに万耶からの別れと感謝の言葉が綴られた手紙が届く。湖に訪れた緒方は飛び立つ白鳥に万耶の姿を重ね、彼女との日々を懐かしく思い返すのだった。

## スタッフ
- 監督：仲倉重郎
- 製作：野村芳太郎、野村芳樹、永井三樹男
- 脚本：井手雅人
- 撮影：坂本典隆
- 音楽：千野秀一
- 美術：浜野信男
- 録音：島田満
- 調音：松本隆司
- 照明：八亀実
- 編集：加川武志
- スチール：石田康男
- イメージソング：「大いなる愛」堀江淳（CBSソニー）

## キャスト
緒方
演 - 岡林信康
低温科学者（本人によると物理学の一種）で大学の講師らしき独身男性。35歳。とある海辺の研究所で働く。北海道以外の出身。本来は札幌にある大学で働いていたが、不倫スキャンダルにより作中の研究所に島流しされた模様。現在は研究所で氷の結晶について顕微鏡らしき器具を使って色々と研究している。冒頭で研究所近くの森を抜けて野原に出た所、座って本を読んでいた万耶と出会う。後日万耶を連れて湖らしき場所に訪れ、そこに冬頃に飛来してくる白鳥について話す。
基本的に温厚でのんびりとした性格だが、時にはとっさに行動したり忍耐強い所も見せる。研究所所有の車ダットサントラックを私用でも利用している。以前から熊が出るような北海道の森に訪れているため、狩猟用スコープ付きの猟銃を扱える。
万耶（まや）
演 - 高橋香織
療養生活を送る少女。中学2年生で14歳。実家から離れた、緒方の研究所がある地域のホテルで何日か前から単身で療養している。親や医師から「肝臓の病気」とだけ告げられており、詳しい病名は知らされていない状態。時々発熱する以外は特に自覚症状はない。緒方とは20歳ほど年の差があるが気が合ったのかすぐに打ち解け、友人として交流をするようになる。
朗らかな性格だが思春期ということもあり時々感情的になることがある。キツネが大の苦手で、本人に当時の記憶はないが過去にエキノコックス症に感染した影響なのか、現在は森などでキツネに遭遇しただけで怖がる描写がある。読書好き。
三枝（さえぐさ）
演 - 原田大二郎
緒方が働く母体の大学所属の先輩研究者で、助教授になったばかり。夏頃に網走に向かう用があり、そのついでに教授から緒方への言付けを頼まれて作中の研究所にやって来る。詳細は不明だが、言付けでは緒方に研究所での研究期間の延長を告げている模様。続けて、不倫状態の緒方に「スキャンダルを抱えていると大学に戻れないぞ」と助言する。
友紀（ゆき）
演 - 三田佳子
人妻で、緒方の不倫相手。とある学会に緒方が参加しなかったことから、彼に会いに作中の街に訪れて2泊ほど滞在する。緒方に好意を寄せ始めた万耶から嫉妬される。ちなみに、この滞在について夫には“同窓会”と誤魔化して来ている。緒方のことは愛しているものの、今のところ夫と離婚する気持ちはない状態。
おたき
演 - 野村昭子
万耶の親戚。経営者かは不明だが、作中の庶民的なホテルで手入れなどをしている。万耶の母が忙しくて療養中の世話をできないため、代わりに彼女の面倒を見ている。ある時万耶に会いにホテルにやって来た緒方に彼女が療養中であることなどを伝える。後日緒方に約束を破られて暴れだした万耶を必死に止めようとする。
管理人
演 - 矢野宣
低温科学研究所臨海分室を管理し、雑務のほか緒方や客人にお茶をもてなすなどしている。真冬のある日、研究所の外で倒れ込んだ万耶を運んだ緒方に「国道は閉鎖されてるから医者を呼んでも来てもらえませんよ」と告げる。ちなみに研究所には、寝泊まりできるベッドやちょっとした調理や暖房器具などがある。
万耶の母親
演 - 小林哲子
作中の中盤で万耶を連れて帰るため、世話をしてくれたおたきに好物を持参する。後日万耶の手術に付添うが、主治医から病状が芳しくないとの診断を聞かされてショックを受ける。詳細は不明だが、万耶が生まれた時から夫はおらず女手一つで娘を育ててきた模様。着物好きらしく、作中ではほとんど和装で登場している。
太郎
演 - 谷部勝彦
医療機器販売会社で働く若者。病院に商品を届けに来た所、入院中の万耶のサインペンを拾ったことで知り合う。以降仕事の合間に万耶と散歩したり交流を深め、彼女に片思いを抱き始める。ある日本当の病名を知りたい万耶から頼まれ、カルテを盗む。
病院の爺さん
演 - 浜村純
老人病棟の大部屋に入院中の車いすの患者。窓際のベッドで寝起きしており、高さや距離はあるものの入院中の万耶の病室とは真向かいの場所となっている。万耶によると、「入院中の私の一番の友達」とのこと。15年前に妻に先立たれている。子供は2人できたが、一人は幼い頃に亡くし、もう一人は大人になったが独立した今は連絡がなくどこにいるか知らないとのこと。いわゆる独居老人のような状況だが、特に寂しいとは思っていない。秋頃に万耶と散歩し、自身の人生観や“男と女”について語る。
茅沼みどり
演 - 牧野恵子
榊優子
演 - 小島晴美
ながた
演 - 山谷初男
漁船・高砂丸の船長。冬に緒方と万耶から「オホーツク海の流氷に乗ってやって来るキツネを撃つため、船に乗せてほしい」と頼まれ。緒方と万耶を船に乗せて港から流氷がある場所まで連れていった後、船に待機することになった彼女を見守る。数時間後、風向きが変わって流氷が沖に流される恐れが出たため、猟銃の空砲で緒方に船に戻るよう知らせる。
ながたの漁師仲間
演 - 阿藤海（阿藤快）
ながたが操縦する船で仲間と共にオホーツク海に出て、アザラシなどを獲って生計を立てている。ある日ながたから流氷にいるとされるキツネを撃ちに行く緒方に付添う。ただし、シベリアからキツネが流氷に乗ってやって来ることを「本当にキツネが流氷に乗ってくるのか？」と半信半疑に思っている。

## 関連資料
- 『放送禁止映像大全』天野ミチヒロ 文春文庫、2009年